# Santa Cristina de Corçà
Santa Cristina de Corçà és una ermita d'origen medieval del municipi de Corçà (Baix Empordà), situada a uns cinc-cents metres als afores del nucli, en direcció sud. És un monument protegit amb categoria BCIL i inclòs en l'Inventari del Patrimoni Arquitectònic Català (IPAC 7018). 

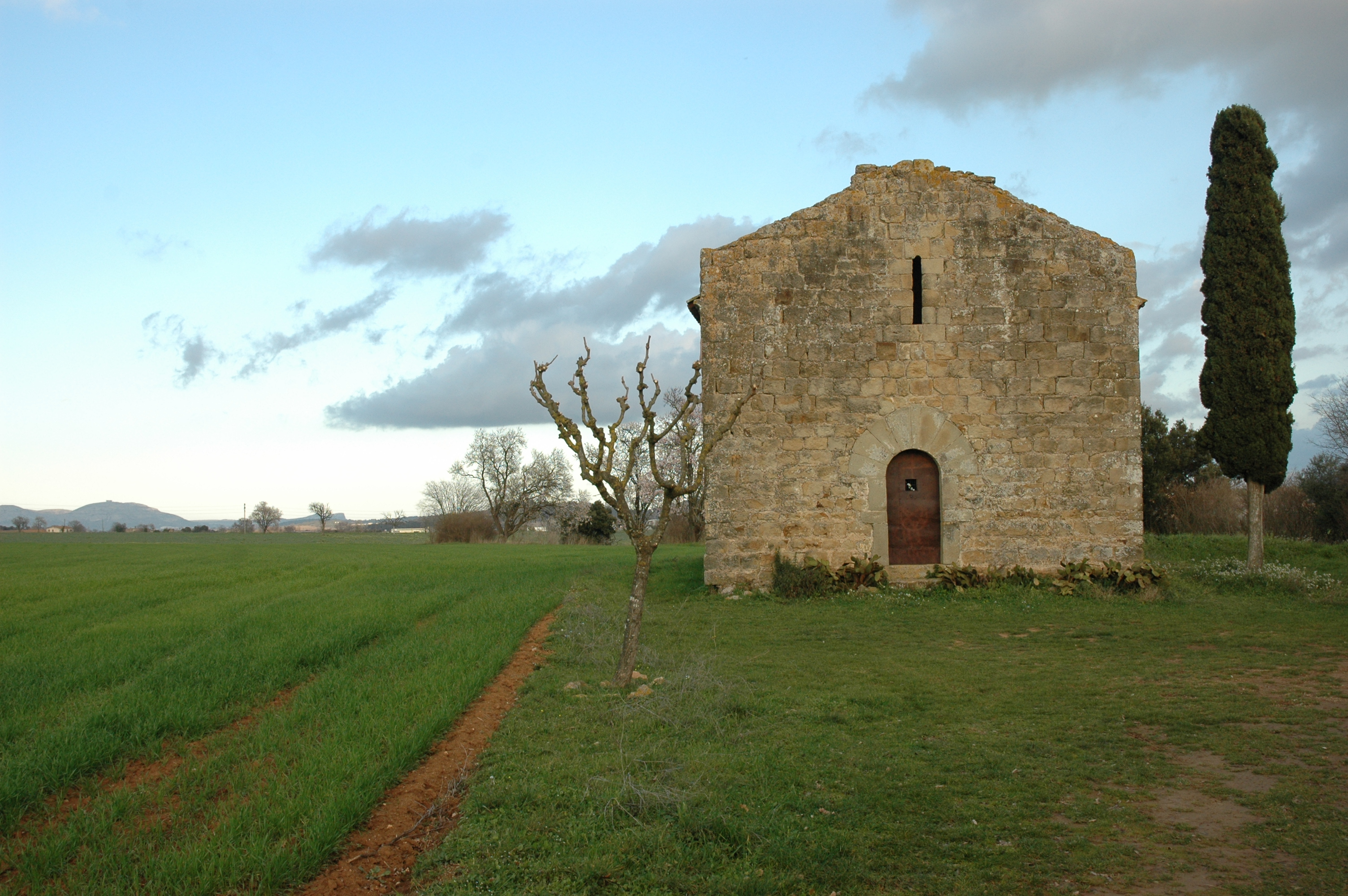
Porta principal amb el massís del Montgrí al fons a l'esquerra

Tot i que se li han suposat orígens altmedievals, cal avançar fins a 1235 per a trobar el primer esment de la capella, quan Maria de Cruïlles li fa un llegat en el seu testament. Després s'esmenta en la col·lecta de delmes de 1267, i finalment cal saltar a 1355, quan els pabordes de la confraria presenten un clergue per al benefici que havien fundat. Mig segle més tard, el 1403, s'aprecia la continuïtat de la confraria de Santa Cristina (formada per gent del terme de Corçà i la seva rodalia) i el beneficiat, encarregat del culte a la capella, vigent fins ben entrat el segle xviii (veure quadre annex). Una altra notícia, ben significativa, correspon a una autorització als obrers de l'ermita per part d'Ènnec de Vallterra, bisbe de Girona, per tal que poguessin comprar una campana i reedificar el temple (24 d'octubre de 1364). 
L'edifici consta d'una sola nau i absis de planta semicircular amb tendència a la forma de ferradura. La base de l'absis sembla del segle x i la resta de l'edificació pertany als segles XII o XIII. Ambdues parts es diferencien pel tipus de carreu: pedra sense treballar a la base (segle X?) i blocs de pedra ben tallats en la resta d'edifici, suposadament del segle xii, tot i que fou reconstruïda com a mínim una vegada ja al segle xiv i s'aprecien intervencions importants d'època moderna. En el frontis s'hi obre una petita porta d'arc de mig punt amb grans dovelles i a sobre hi ha una finestra espitllerada i la base d'un campanar d'espadanya. En el mur lateral de migdia una altra porta rectangular, d'època moderna, potser en substitució d'una altra més antiga. La coberta és de volta de canó, lleugerament apuntada,també està treballada amb carreus ben tallats. L'absis es cobreix amb volta de quart d'esfera.

A l'interior, el terra és enrajolat i adossat al mur hi ha un banc d'obra, a més d'altres bancs de fusta dels segles XVII-XIX que s'hi ha acumulat procedents d'altres esglésies del terme. La llum hi penetra per dues finestres molt petites. La lleu elevació del terreny sobre el que està assentada i el fet de l'abundància de tègules i fragments d'àmfora en els camps que l'envolten i les troballes en una excavació feta el 1981, fan pensar que està construïda sobre els enderrocs d'un edifici de culte més antic, potser d'època romana: les restes arqueològiques dels voltants, la dedicació del temple a una màrtir dels primers segles i la vinculació d'aquesta santa amb la destrucció de les figures paganes, així com la presència de parts molt antigues de l'edifici conservat, així ho suggereixen.

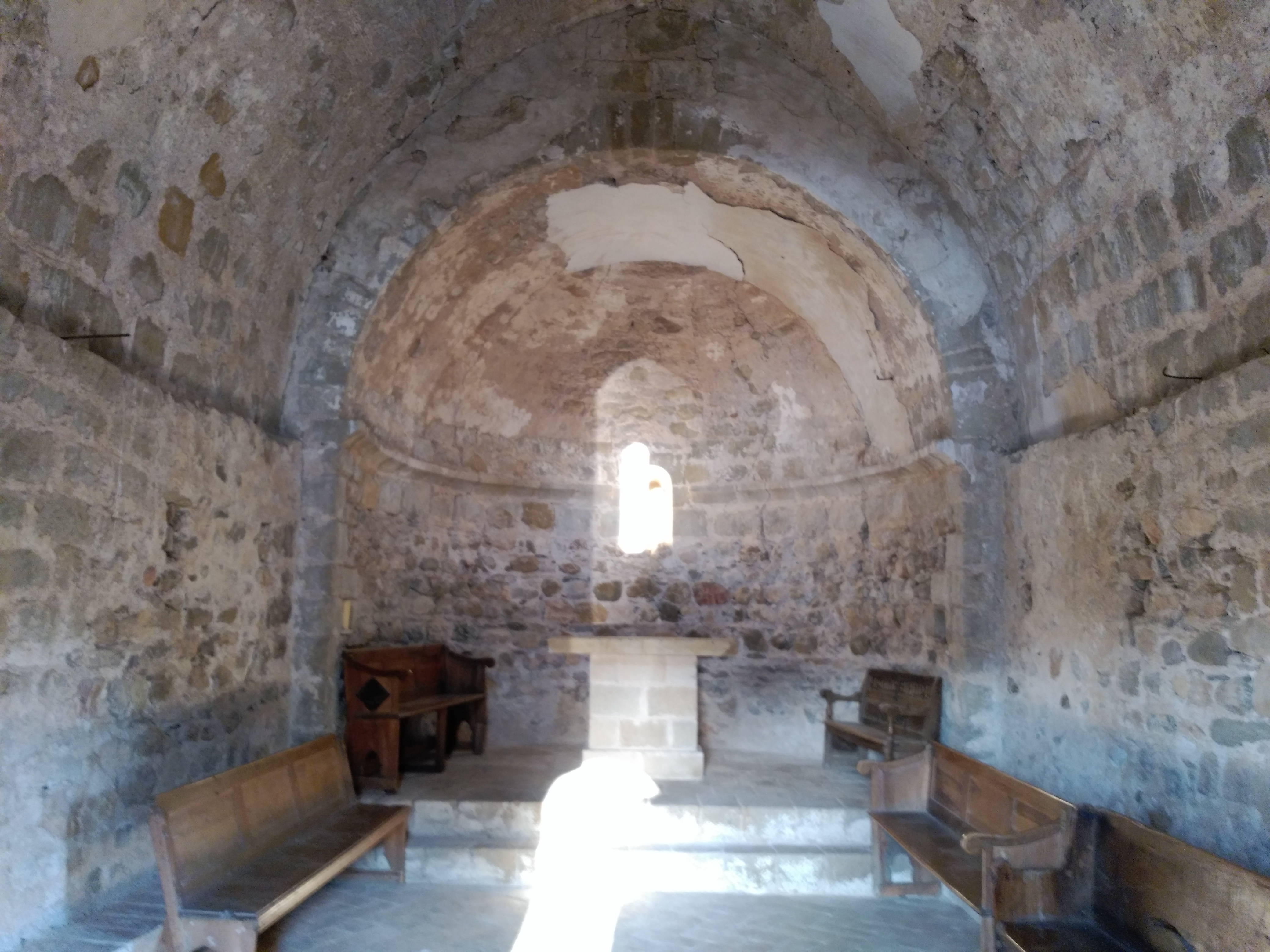
Interior de l'ermita de Corçà

A l'interior hi havia hagut el retaule de Santa Cristina de Corçà, executat dins el darrer quart del segle xv, en data indeterminada. Atribuït al pintor gironí Miquel Torell (actiu entre 1471 i 1486), avui es troba conservat i exposat al Museu d'Art de Girona (Núm. reg. MDG 290). L'obra descriu amb gran realisme els detalls del martiri de Santa Cristina de Bolsena, verge i màrtir.
Beneficiats a l'ermita de Santa Cristina de Corçà:
| NOM                         | ANY          | PROCEDÈNCIA                |
| --------------------------- | ------------ | -------------------------- |
| Francesc Pi                 | 1336         |                            |
| Pere Bofill                 | 1355 - 1358  |                            |
| Benet Ros                   | 1608 - 1625+ | Canonge d'Urgell           |
| Joan Rafael Estanyol Batlle | 1625?        | Corçà                      |
| Paulí Papi                  | 1625 - 1627+ |                            |
| Salvador Alborn             | 1627         | Corçà                      |
| Damià Alenyà                | 1627 - 1633? | Clergue de Corçà           |
| Salvi Estanyol Batlle       | 1633? - 1643 | Corçà                      |
| Jacint Constans             | 1643         |                            |
| Damià Alenyà                | 1643 - 1682+ | Clergue de Corçà           |
| Julià Alenyà (aspirant)     | 1684         | Corçà                      |
| Pere Alenyà (aspirant)      | 1684         | Corçà                      |
| Josep Teixidor              | 1684 - 1699  |                            |
| Pere Crosa                  | 1699 - 1730+ | Prevere de Corçà           |
| Salvador Romaguera          | 1730 - 1739+ | Prevere de la Bisbal       |
| Isidre Perejoan (aspirant)  | 1739         | Domer de Castell d'Empordà |
| Josep Montferrer            | 1739 - 1754+ | Corçà                      |
| Josep Bevià                 | 1754...      | Escolar de Corçà           |